# Al-Hudaida
Al-Hudaida (auch al-Hodaida, Hudaydah, Hodeidah oder Hodêda geschrieben; arabisch الحديدة, DMG al-Ḥudaida) ist die Hauptstadt des gleichnamigen Gouvernements im Jemen. Sie ist mit über 400.000 Einwohnern eine der größten Städte des Landes im Süden der Arabischen Halbinsel. Die Stadt liegt im Westen des Jemen an der Küste des Roten Meeres, etwa 230 km südwestlich der Hauptstadt Sanaa. Al-Hudaida ist die größte Hafenstadt des Landes. Sie verfügt mit dem Flughafen al-Hudaida außerdem über einen Flughafen.

## Geschichte
Al-Hudaida war bereits Anfang des 14. Jahrhunderts gegründet worden und hatte sich im 15. Jahrhundert zu einem wichtigen Handelsplatz entwickelt, ehe es im 16. Jahrhundert erstmals und 1849 endgültig unter osmanische Herrschaft fiel. Das mit dem Osmanischen Reich verbündete Deutsche Reich bemühte sich 1901 ebenso vergeblich darum, al-Hudaida als Marinebasis pachten zu dürfen, wie es 1916 in al-Hudaida eine militärische Nachrichtenstation zu errichten trachtete (Stotzingen-Mission). Der auf die Osmanen gefolgte schiitische Machthaber Yahya Muhammad Hamid ad-Din veranlasste 1923 in al-Hudaida die öffentlich abgehaltene Zwangskonvertierung von 43 eingesperrten jüdischen Waisenkindern zum Islam.
Während des Ersten Weltkriegs blockierten französische und britische Kriegsschiffe den Hafen, und nach der osmanischen Kapitulation besetzten britische Truppen im November 1918 al-Hudaida. Die Briten übergaben die Hafenstadt 1921 an die Idrisiden von Asir, was den jemenitischen Staat des Imam Yahya zunächst von der Außenwelt abschnitt. Truppen des Imams eroberten al-Hudaida 1925 und gliederten es dem Königreich Jemen an. Während des Krieges zwischen Jemen und Saudi-Arabien eroberten saudische Truppen 1934 die Stadt, mussten jedoch nach einer britisch-französisch-italienischen Flottendemonstration vor al-Hudaida noch im gleichen Jahr wieder abziehen.
Mit sowjetischer Hilfe war seit Beginn der 1960er Jahre der Hafen von al-Hudaida ausgebaut und mit chinesischer Hilfe über eine neue Straße besser mit Sanaa verbunden worden. Seither nahm die Stadt eine rasante Entwicklung und wuchs rasch stark an. Während des Nordjemenitischen Bürgerkriegs (1962–1970) zwischen Republikanern und Royalisten war al-Hudaida stets fest in der Hand der ersteren und eine Hochburg linker Kräfte (Nasseristen, Baathisten); den linken Republikanern gegenüber loyale Armeeteile wurden jedoch im März 1968 von der Regierung entwaffnet (Hudaida-Zwischenfall).
Im Rahmen der Proteste im Jemen 2011/2012 kam es in al-Hudaida im Jahr 2011 wiederholt zu gewaltsamen Auseinandersetzungen zwischen regierungskritischen und regierungstreuen Demonstranten, zahlreiche Menschen wurden während der Proteste verletzt oder getötet. Ende 2014 wurde al-Hudeida von Huthi-Rebellen erobert. Am 1. April 2015 kam es bei Gefechten zwischen den Huthi und der von Saudi-Arabien geführten Allianz, die für die Regierung des von den Huthi gestürzten Präsidenten Hadi kämpft, zur Zerstörung einer Molkerei und eines Tanklagers. Hierbei starben mindestens 37 Personen. Es blieb zunächst unklar, ob die Gebäude von den Rebellen oder der Allianz beschossen wurden.
Im Juni 2018 rückten von Saudi-Arabien geführte Koalitionstruppen auf al-Hudaida vor. Sie eroberten am 20. Juni nach schweren Kämpfen mit Huthi-Milizen den Flughafen im Süden der Stadt. Die Lebensmittelversorgung für den Jemen und andere humanitäre Aspekte während des Konflikts waren kritisch. Am 13. Dezember 2018 vereinbarten die Konfliktparteien nach Verhandlungen unter Vermittlung der UN im schwedischen Rimbo für den für die Versorgung der Bevölkerung wichtigen Hafen von al-Hudaida eine Waffenruhe. Diese beinhaltet einen Rückzug von Regierungstruppen und Rebellenkämpfern aus der Stadt und einen Waffenstillstand für die gesamte Region. Die Vereinbarung trat am 18. Dezember in Kraft und wurde nach Medienberichten zunächst weitgehend eingehalten.
Im Juli sowie Ende September 2024 bombardierte Israel den Hafen nach einem Drohnenangriff der Huthi auf eigenes Terrain respektive als Aktion gegen Hamas-Verbündete.